# WestCoast Racing

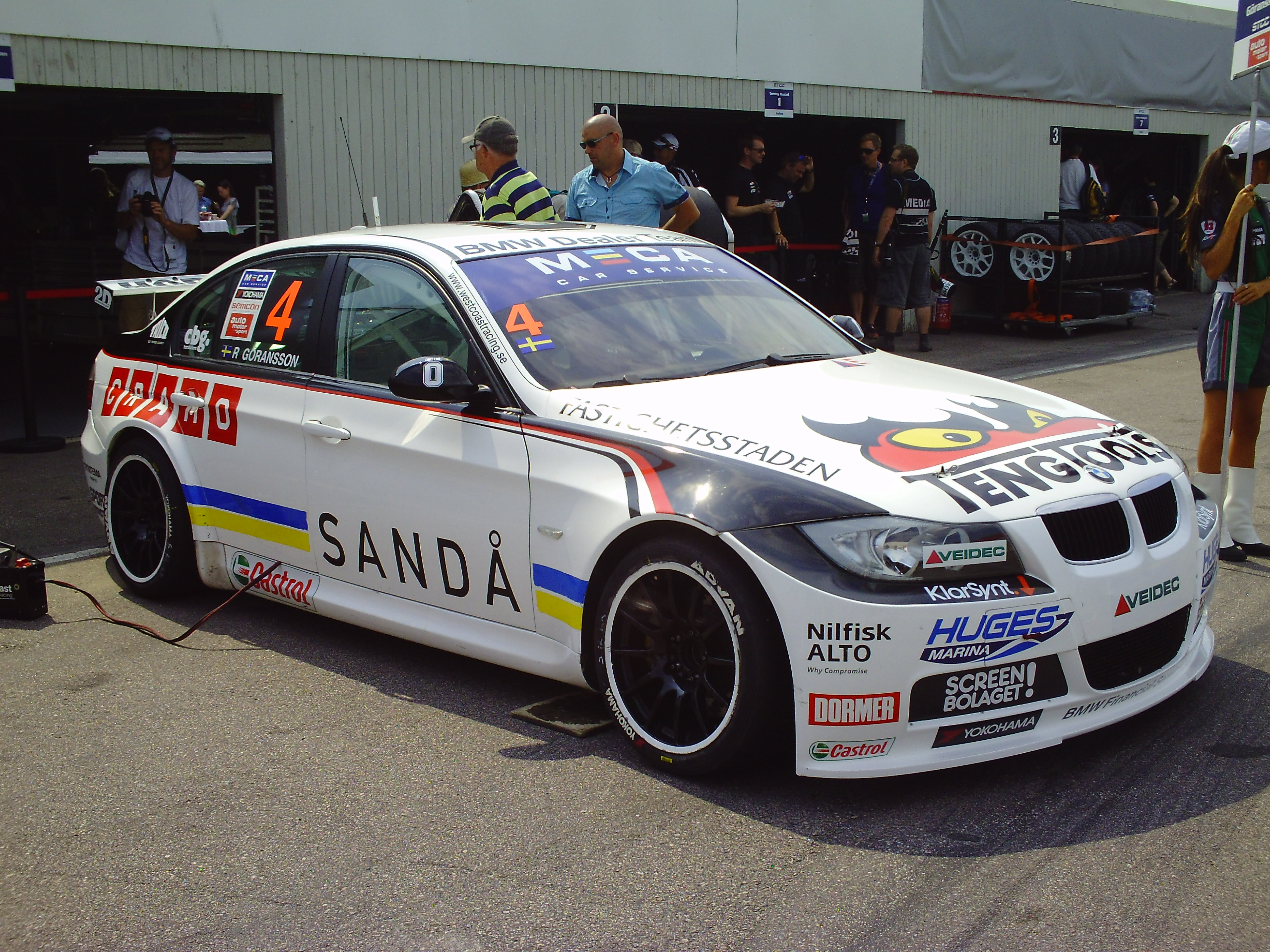
Richard Göranssons BMW 320si WestCoast Racing-bil 2010.

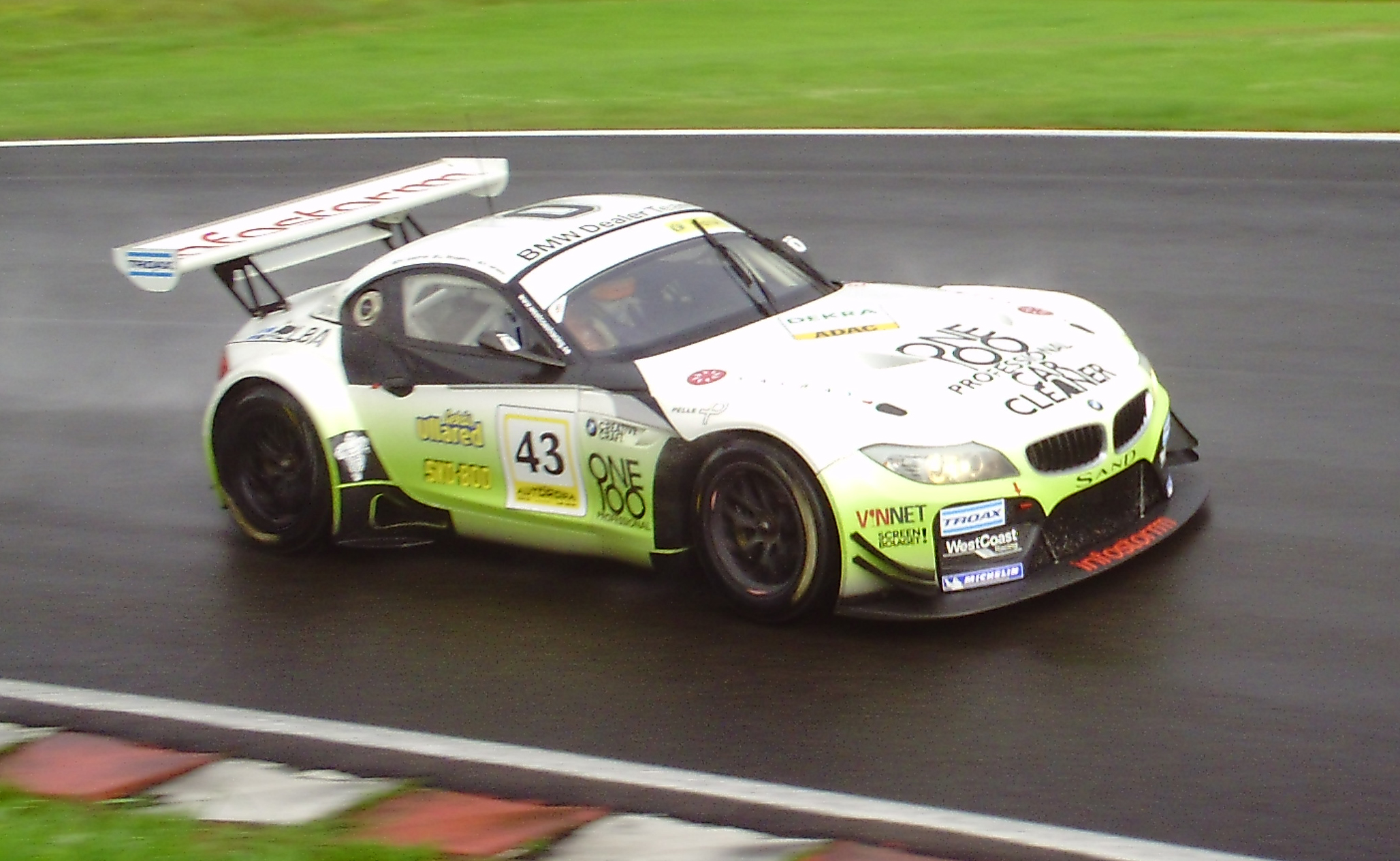
WestCoast Racings BMW Z4 GT3, här körd av Fredrik Larsson, i Swedish GT Series på Falkenbergs Motorbana 2011.

WestCoast Racing är ett svenskt racingstall som grundades 1994 av Dick Jönsson-Wigroth.
Stallet som är baserat i Halmstad på svenska västkusten (därav namnet) är ett av Sveriges mest meriterade racingteam. 
WestCoast Racing har sedan mitten på 1990-talet haft ett starkt samarbete med BMW och de svenska återförsäljarna och stallet går även under namnet BMW Dealer Team. 
Stallet har främst tävlat i Swedish Touring Car Championship, men även i European Touring Car Cup, FIA Sportscar Championship, Formel Ford, Volvo S60 Challenge samt Swedish GT Series. Sedan 2015 tävlar de även i TCR International Series.